# 히라후쿠정
히라후쿠정(平福町)은 효고현 서부, 사요군에 존재했던 정이다.
1955년 사요정, 하세촌, 에가와촌, 이시이촌과 합병해 새로운 사요정이 되었기 때문에 지방자치로서 소멸하였다.

## 역사
- 1889년 4월 1일 - 정촌제 시행에 의해 3촌의 구역을 가지고 히라후쿠촌이 성립하였다.
- 1928년 10월 1일 - 정으로 승격해, 히라후쿠정이 되었다.
- 1955년 2월 1일 - 사요정, 하세촌, 에가와촌, 나가타니촌, 이시이촌과 합병해 새롭게 사요정이 되었기 때문에 소멸하였다.

## 교통

### 철도
- 지즈 급행
  - 지즈선

### 도로
- 국도 제373호선
- 돗토리 자동차도